# Vladimir Iliç Lenin Hidrocentrali
Vladimir Iliç Lenin Hidrocentrali är ett vattenkraftverk i Albanien.   Det ligger i prefekturen Qarku i Tiranës, i den centrala delen av landet, 7 km öster om huvudstaden Tirana. Vladimir Iliç Lenin Hidrocentrali ligger 318 meter över havet.
Terrängen runt Vladimir Iliç Lenin Hidrocentrali är varierad, och sluttar västerut.   Runt Vladimir Iliç Lenin Hidrocentrali är det tätbefolkat, med 570 invånare per kvadratkilometer.. 